# Katharina Niemeyer
Katharina Niemeyer (* 17. Februar 1962 in Köln; † 4. Juli 2018 in Hamburg) war eine deutsche Romanistin.

## Leben
Niemeyer studierte Romanistik (Spanisch und Portugiesisch) und Philosophie an der Universität zu Köln. Nach der Magisterprüfung in Romanistik und Philosophie 1986 an der Universität Hamburg erfolgte dort 1990 ihre Promotion mit einer Arbeit zur spanischen Lyrik des 19. Jahrhunderts und im Jahr 2000 ihre Habilitation mit einer Arbeit zum hispanoamerikanischen Avantgarde-Roman.
Niemeyer war ab 2002 Professorin für Romanische Philologie/Literaturwissenschaft an der Universität zu Köln. 2011 wurde sie Dekanin der Philosophischen Fakultät. Sie trieb die Internationalisierung der deutschen Hispanistik voran. So baute sie ein Austauschprogramm mit der Universidad de Guadalajara auf und betreute die Partnerschaft mit der Universidad de Sevilla.

## Forschungsschwerpunkte
Ihre Forschungsschwerpunkte waren spanischsprachige Literatur des 16. und 17. Jahrhunderts (novela picaresca, Retórica y poética, Edición de las Obras completas de Mateo Alemán, Literatura novohispana), lateinamerikanische und spanische Literatur des 19. und 20. Jahrhunderts (Modernismo, Movimiento de vanguardia), Transkulturationsprozesse und multiple modernities und Literatur und Politik. In ihrer Dissertation und späteren Gedichtinterpretationen legte sie dar, dass der Premodernismo des 19. Jahrhunderts weniger eine Vorform des Modernismo, als eine Gegenbewegung zur Moderne vor allem französischer Prägung war. In ihrer Habilitation befasste sie sich mit der hispanischen Avantgarde der 1920er und 1930er und konnte nachweisen, dass der lateinamerikanische Roman der zweiten Hälfte des 20. Jahrhunderts nicht nur europäische Erzähltraditionen aufgriff, sondern auch genuin lateinamerikanische. Im von Klaus Meyer-Minnemann und Sabine Schlickers herausgegebenen Standardwerk zum Schelmenroman des Siglo de Oro La novela picaresca bearbeitete Niemeyer die Abschnitte zu Mateo Alemán und Cervantes sowie zur weiblichen Pikareske.

## Schriften (Auswahl)
- La poesía del premodernismo español. Consejo Superior de Investigaciones Científicas, Madrid 1992, ISBN 84-00-07241-3 (spanisch).
- Subway de los sueños, alucinamiento, libro abierto: La novela vanguardista hispanoamericana (= Nexos y diferencias. Nr. 11). Iberoamericana, Madrid 2004, ISBN 84-8489-126-7 (spanisch).